# Chiền chiện núi
Prinia polychroa là một loài chim trong họ Cisticolidae.